# Thelonious Monk
Thelonious Sphere Monk (Rocky Mount, 10 oktober 1917 – Weehawken, 17 februari 1982) was een Amerikaans jazzmuzikant.

## Biografie
Monk kwam ter wereld op 10 oktober 1917 in Rocky Mount in de Amerikaanse staat North Carolina. Zijn kinderjaren en zijn jeugd bracht hij door in New York, waar zijn familie vanaf 1923 verbleef in de toenmalige wijk San Juan Hill (tegenwoordig Lincoln Square), een buurt met een voornamelijk zwarte, Afro-Caraïbische en Puerto Ricaanse bevolking en een bruisend muziekleven.
Toen Monk ongeveer tien jaar was, kreeg zijn familie van een goede vriend een piano als geschenk. Zijn oudere zus Marion kreeg vanaf dat moment pianoles. De kleine Monk keek toe hoe zijn zus regelmatig oefende en hij leerde daarbij noten lezen. Monk zei later zelfs dat hij piano heeft leren spelen door over haar schouder mee te kijken. Dit toekijken en observeren vond hij op de lange termijn onvoldoende, zeker omdat hij gefascineerd was door het instrument. Daarom begon hij zichzelf piano te leren spelen. Op elfjarige leeftijd kreeg hij voor het eerst zelf pianolessen en naar eigen zeggen begon hij zich direct daarna in jazz te interesseren. De familie respecteerde de muzikale ambities van hun jongste kind. Sterker nog, Monks moeder ondersteunde hem en stond hem steeds bij.
Monk kwam al snel voor een publiek te staan: hij begeleidde het kerkkoor van de plaatselijke baptistengemeenschap, waarin ook zijn moeder zong. Ook verdiende hij zijn eerste sporen als dansmuzikant op feesten. Ondertussen groeide zijn belangstelling voor de jazz nog verder. Duke Ellington, Fats Waller, Earl Hines en in het bijzonder James P. Johnson, die in zijn buurt woonde, trokken zijn aandacht. Op 17-jarige leeftijd hield hij school voor gezien, om een uitgebreide tournee door de Verenigde Staten te ondernemen met een gospelgroep, een evangelische predikant en een vrouwelijke 'wondergenezer'. Naast Monk bestond de begeleidende band verder nog uit een trompettist, een saxofonist en een drummer. Wanneer ze in een stad neerstreken, duurde het niet lang voordat Monk zich aansloot bij plaatselijke jazzmusici en na een dag werken, speelde hij 's avonds nog diverse jamsessies.
Kansas City werd een belangrijke plaats op zijn reis. Daar maakte Monk namelijk kennis met de pianiste Mary Lou Williams, die hij met zijn pianospel duidelijk wist te imponeren. Hij maakte toen nog steeds gebruik van veel standaardtechnieken, alhoewel hij vanaf dat moment ook zijn eigen stijl met moderne harmonieën ontwikkelde.

### Minton's Playhouse
Na deze tournee keerde Monk terug naar huis, naar zijn moeder en naar de New Yorkse muziekwereld. Om in zijn onderhoud te voorzien, gaf hij gelegenheidsoptredens in bars en danszalen. Gedurende deze tijd was hij bevriend met mensen die in de toekomst bekenden in de jazzwereld zouden worden: drummer Kenny Clarke, pianist Bud Powell en trompettist Dizzy Gillespie.
Deze vriendenkring kwam in de jaren veertig regelmatig bij elkaar in Minton's Playhouse, een jazzclub op 118th Street in Harlem, New York. Hier kreeg de nieuwe generatie muzikanten de kans zich te bewijzen en haar ideeën te presenteren. Om deze muzikanten bij hun muzieksessies steeds een ritmesectie te kunnen aanbieden, gaf de eigenaar van de club, Henry Minton, een vast contract aan Monk, Kenny Clarke en de bassist Nick Fenton. Daarmee schiep hij de basiscondities waaruit later de bebop zou ontstaan.
Monk en Clarke werden de muzikale kern van Minton's, waar ook Dizzy Gillespie, Charlie Christian, Don Byas en Art Blakey speelden. Tijdens deze muzieksessies, die tot in de vroege ochtenduren konden doorgaan, ontwikkelden de jonge muzikanten hun eigen concepten en cultiveerden zij een nieuwe jazzstijl, die later als bebop de muziekgeschiedenis zou ingaan. Ook andere musici – grote sterren als trompettist Roy Eldridge en tenorsaxofonist Lester Young – improviseerden rond de bebopmuziek. Dizzy Gillespie beschrijft het als volgt in zijn autobiografie To be or not to bop: Kenny Clarke leverde het ritmische fundament en Monk de gecompliceerde akkoordensequenties.
In het jaar 1939 trad altsaxofonist Charlie Parker, toen nog begeleid door de Jay McShann-Band uit Kansas City, voor de eerste maal in New York op. Zijn muzikale ontwikkeling leek in dezelfde stroming en richting te geraken als van de jonge muzikanten uit Minton's. Het jaar daarop speelde Parker weer in New York en zijn revolutionaire spel trok de nodige aandacht in de jazzwereld. Gillespie en Clarke klopten bij de nieuwkomer aan en namen hem ook op in Minton's Playhouse. De doorbraak van de bebop was nog slechts een kwestie van tijd.
Monk had inmiddels het idee opgevat alleen nog van zijn muziek te willen leven. Hij ging van de ene club naar de andere, speelde piano en sliep wanneer hij moe werd daar waar hij zich bevond; soms op de planken, soms achter de piano. Hij was niet in het minst geïnteresseerd in het kenmerkende beboptempo, dat aan de basis lag van standaardcomposities zoals I Got Rhythm. Hij begon daarentegen eigen thema's te componeren. Zo ontstond rond die tijd bijvoorbeeld 'Round Midnight, een van de vele Monk-klassiekers die tegenwoordig tot het standaardprogramma van de jazzmuzikant behoren. Hij trok zich uit de bebopscene terug.
De bebop had zich ondertussen in het hele land doorgezet en verspreid, en bebopbands kregen regelmatig contracten buiten New York. Monk wenste zijn wijk niet te verlaten, bleef thuis en werkte verder aan zijn composities.
Hij werd slechts zelden als muzikant geboekt. Toen in de jaren '44-'45 tenorsaxofonist Coleman Hawkins, een vriend van Monk, in de stad kwam, nam hij hem voor concerten en opnamesessies in zijn band. Monk werd niet bijzonder gewaardeerd door het publiek. Hawkins sprak bijvoorbeeld over een optreden in de Onyx-club waar het publiek Monk totaal afkeurde. Aan Hawkins werd elke avond gevraagd wanneer hij zich nu eens eindelijk een echte pianist zou kunnen veroorloven.
Desondanks was Monk niet bereid tot muzikale compromissen. Hij bleef thuis, componeerde en droeg zijn gasten zijn werk voor. Het waren veelal jonge musici die hem bezochten en naar zijn opvoeringen luisterden. Monk beschreef deze ontmoetingen als een kunstig "huisonderricht", waarbij hij de jonge muzikanten uitsluitend door het voorspelen en het geconcentreerde toehoren van de gasten zijn stukken bijbracht. Dit wierp zijn vruchten af: veel muzikanten van de nieuwe generatie, onder hen Miles Davis en Sonny Rollins, konden zich vertrouwd maken met de gecompliceerde muziek en waren nadien dan ook bekwaam genoeg om deze muziek zelf in het openbaar uit te voeren.

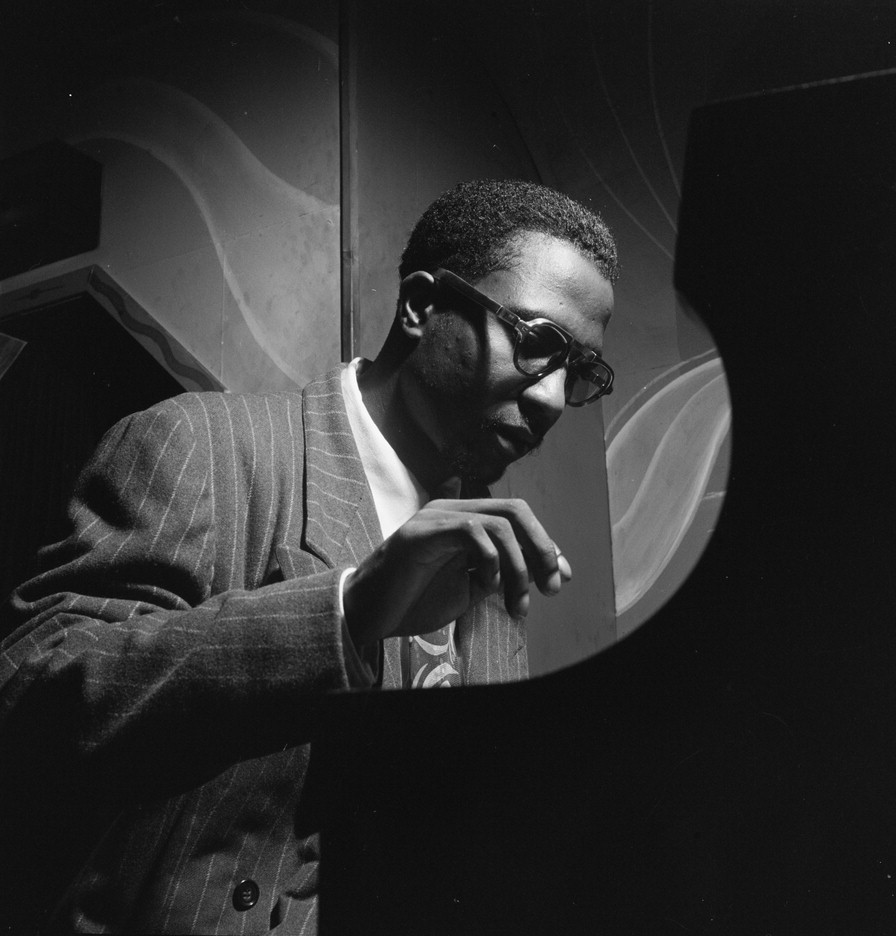
Monk in Minton's Playhouse, ca. september 1947 (foto William P. Gottlieb)

### Genius of Modern Music
In 1947 kreeg Monk dan toch nog een kans, in de vorm van zijn eerste platencontract. De twee joodse immigranten en jazzliefhebbers Alfred Lion en Frank Wolff hadden Duitsland in de jaren dertig verlaten en in 1939 een onafhankelijke platenfirma gesticht met de naam Blue Note Records. Na enkele jaren meer traditionele kunstenaars zoals Sidney Bechet voorgesteld te hebben, richtten beide jazzliefhebbers zich meer op de moderne jazz en stelden Monk voor met zijn eerste albumtitel: Genius of Modern Music. Monk woonde op 30-jarige leeftijd nog altijd bij zijn moeder. De Blue Note opnamen waren niet succesvol. Wel werd hij in het jaar 1948 genoemd in de "Downbeat critic polling", in de groep van de beste jazzmuzikanten van het land, maar toen er niet voor hem gestemd werd in het volgende jaar, leek het einde van zijn carrière naderbij te komen. Uiterlijk onveranderd, maar innerlijk verbitterd, trok hij zich terug en isoleerde zich meer en meer.
Monk werd door pech achtervolgd. Het jaar 1951 werd het absolute dieptepunt van zijn carrière. Tijdens een gewoon autoritje met 'junkie' Bud Powell, kwam Monk terecht in een voertuigencontrole. Powell stak Monk een klein pakje heroïne toe, Monk verborg het en zoals het lot het wil, vond de politie toch de heroïne tussen de tenen van Monk. Monk moest 60 dagen zitten en verloor daardoor ook zijn cabaret card. Het verlies van zijn kaart betekende dat Monk in geen enkele club nog mocht aantreden waar alcohol geschonken werd. Dit betekende voor een jazzmuzikant zoveel als een beroepsverbod!

### Van Prestige naar Riverside
In 1952 bood de jonge platenfirma Prestige Monk een contract aan. Dat hij met Blue Note niet verder kon was duidelijk. En dat Lion en Wolff hem geen stokken voor de wielen staken, nam hij in dank aan. Later moest hij wel vaststellen dat zijn nieuwe firma zich wezenlijk minder voor hem inzette dan de werkelijke jazzliefhebbers bij Blue Note Records. Zo zag hij in een periode van twee jaar slechts zeven dagen een opnamestudio aan de binnenkant. Ondanks deze ongunstige situatie ontstonden nochtans zeer goede opnamen met onder andere Sonny Rollins en labelster Miles Davis. Monk bleef financieel echter nog altijd aan de verliezerskant.
In 1955 overleed Charlie Parker en de grote dagen van de bebop waren daarmee geteld. Hardbop en cooljazz waren de stijlen die zich aankondigen in de vroege jaren vijftig. Aangezien Monk ook voor Prestige niet winstgevend was, werd zijn contract in 1955 ontbonden. Vervolgens begon hij voor het kleine Riverside-label te werken. Net als bij Blue Note waren de eigenaars van Riverside Records wel rasechte fans en zij boden Monk een zeker bestaan en een echt artistiek thuis aan. Orrin Keepnews en Billy Grauer, de directeuren van Riverside, hadden schijnbaar minder interesse in snel geld verdienen en wilden de kunstenaar Monk de mogelijkheid bieden zich te ontwikkelen op langere termijn.
Riverside stelde Monk eindelijk in de mogelijkheid zijn 'ding' compromisloos door te drijven. Historisch gezien zijn de Riverside jaren de meest betekenisvolle artistieke periode in de hele loopbaan van de pianist geweest, met zijn afwijkende harmonieën en vreemde ritmes. Na jarenlange inzet van zijn vriendin Pannonica "Nica" de Koenigswarter, een uit de familie Rothschild stammende aristocrate, kon Monk begin 1957 zijn cabaret card terugkrijgen, waardoor hij voor het eerst weer in clubs kon optreden.
Na een lijfelijk dispuut tussen Miles Davis en John Coltrane in het Café Bohemia bood Monk Coltrane een job aan in zijn eigen ensemble. Coltrane trok zich eerst terug om zich te bevrijden van zijn heroïneverslaving, waarna hij gesterkt weerkeerde naar New York om deel te nemen aan Monks zogenaamde "huisonderricht" en aansluitend met het nieuwe Thelonious Monk Quartet opnames te maken en op te treden. Dit engagement werd een grote triomf voor beiden en verdere grote opnames met onder anderen Coleman Hawkins en Gerry Mulligan volgden.
Eind 1957 hadden Nica de Koenigswarter en Monk weer problemen met de politie. Na een racistisch incident in een hotel in Delaware bevond het gerecht de onschuldige Monk schuldig aan huisvredebreuk. Gevolg was dat hij weer zijn cabaret card verloor. Monk had zich ondertussen wel goed in de kijker gespeeld: zijn composities werden nu door de critici geliefd en hij nam het ene album na het andere op.
Zijn eerste orkestopname in de New Yorkse Town Hall volgde, alsook een succesvolle tournee naar San Francisco, naast live optredens en een solo-album. De tenorsaxofonist Charlie Rouse was rond deze tijd een vaste medewerker van Monks band geworden. Door zijn terughoudendheid, zijn discipline en zijn kunst droeg hij zeker bij aan het blijvende succes van de band. Hij was dan wellicht niet van dezelfde klasse als zijn voorgangers Sonny Rollins, John Coltrane en Johnny Griffin, maar het muzikale partnerschap met Monk dat enkele jaren standhield, kwam in de jazzwereld maar zelden voor.

### CBS-jaren
Het aanhoudende succes van Monk vond ook gehoor op de directieverdiepingen van het CBS-concern, dat hem prompt aanwierf. De financiële perspectieven die CBS aan Monk bood, kon een kleine firma als Riverside hem niet geven, en ze moesten hun ster Monk laten gaan. Door de toekenning van de rechten van een concert kon de wissel van de ene firma naar de andere voor beide partijen bevredigend verlopen. Monks eerste opnamesessies voor CBS vonden in de herfst van 1962 plaats. Naast Charlie Rouse kwamen zijn bassist John Ore en drummer Frank Dunlop in de studio om de albums Monk's Dream en vervolgens Criss Cross op te nemen. Er volgden eersteklasconcerten in Tokio, op het traditionele Newport Jazzfestival en een engagement in het Five Spot Café. Het toppunt van succes was het verschijnen van een omslagverhaal over Monk in Time Magazine, dat pas begin 1964 kon verschijnen aangezien kort voor de aanvankelijk geplande publicatiedatum president John F. Kennedy vermoord werd en het magazine derhalve wel wat anders te berichten had. De eer op de cover van Time Magazine te staan, werd slechts nog aan drie andere jazzmuzikanten voorbehouden.
Tot 1968 was Monk aanwezig op de meest belangrijke jazzmeetings in de V.S., Europa en zelfs Japan. Zijn kwartet, nu met Ben Riley als drummer en Larry Gales als bassist maakte tot in 1967 regelmatig plaatopnames voor CBS. Monk bleef ook zijn voorliefde voor zeldzame hoeden trouw.
Eind 1968 verloor CBS langzaam maar zeker zijn interesse in Monk. Toen CBS aan Monk vroeg stukken van The Beatles op te nemen, hield deze het volledig voor bekeken. Na het beëindigen van het winstgevende contract met CBS verlieten Gales en Riley het kwartet, waarna Rouse en Monk permanent met wisselende bezettingen moesten spelen. Dat verzwaarde natuurlijk geweldig de opvoeringen van de gecompliceerde Monk composities. De hoge kwaliteit van de vroegere concerten kon zo niet meer verzekerd worden en de continue productie werkte Rouse zodanig op de zenuwen dat ook hij Monk verliet in 1970.
Monk bleef maar voortwerken, soms minder succesvol. In 1971 en '72 ging hij op een All Star Tournee door Europa en speelde daar onder de noemer Giants of Jazz tezamen met Dizzy Gillespie en andere oude bekenden van Minton's.
In de herfst van 1971 ontstonden in Londen de laatste opnames van Monk als bandleider. Solo en in trio met Al McKibbon en Art Blakey bewees Monk hier nogmaals aan het einde van zijn carrière zijn onvergelijkbare genie. Tussen 1973 en 1976 trad Monk nog uiterst zelden op en hij gaf zijn laatste concert op 30 juni 1976.
Thelonious Monk overleed op 17 februari 1982 ten gevolge van een hersenaandoening.

## Discografie
- After Hours at Minton's (1943)
- Genius Of Modern Music: Volume 1 (1947-1948)
- Genius Of Modern Music: Volume 2 (1947-1952)
- Straight, No Chaser (1951)
- Thelonious Monk Trio (1952)
- Monk (1953)
- Thelonious Monk and Sonny Rollins (1953)
- Thelonious Monk plays the Music of Duke Ellington (1955)
- The Unique Thelonious Monk (1956)
- Brilliant Corners (1957)
- Thelonious Himself (1957)
- Thelonious Monk with John Coltrane (1957)
- Art Blakey's Jazz Messengers with Thelonious Monk (1957)
- Monk's Music (1957)
- Mulligan Meets Monk (1957, with Gerry Mulligan)
- Blues Five Spot (1958)
- Thelonious in Action (1958)
- Misterioso (1958)
- The Thelonious Monk Orchestra at Town Hall (1959)
- 5 by Monk by 5 (1958)
- Thelonious Alone in San Francisco (1958)
- Thelonious Monk at the Blackhawk (1960)
- Monk in France (1961)
- Monk's Dream (1962)
- Criss Cross (1962)
- Thelonious Monk in Italy (1963)
- Monk in Tokyo (1963)
- Miles and Monk at Newport (1963, met optreden van Miles Davis)
- Big Band and Quartet in Concert (1963)
- It's Monk's Time (1964)
- Monk. (1964)
- Solo Monk (1964)
- Live at the It Club (1964)
- Live at the Jazz Workshop (1964)
- Underground (1967)
- Monk's Blues (1968)
- The London Collection (1971, drie delen)
- Thelonious Monk Quartet with John Coltrane at Carnegie Hall (2005)